# Pseudoroegneria
Genre
Classification APG II (2003)
Pseudoroegneria est un genre de plantes herbacées de la famille des poacées (appelées autrefois graminées).

## Liste d'espèces
Selon ITIS :
- Pseudoroegneria spicata (Pursh) A. Löve - Agropyre à épi

Selon NCBI :
- Pseudoroegneria cognata
- Pseudoroegneria geniculata
- Pseudoroegneria gracillima
- Pseudoroegneria kosaninii
- Pseudoroegneria libanotica
- Pseudoroegneria pertenuis
- Pseudoroegneria spicata - Agropyre à épi
- Pseudoroegneria stipifolia
- Pseudoroegneria strigosa
- Pseudoroegneria tauri